# Atypophthalmus (Atypophthalmus) gurneyanus
Atypophthalmus (Atypophthalmus) gurneyanus is een tweevleugelige uit de familie steltmuggen (Limoniidae). De soort komt voor in het Afrotropisch gebied.